# Inklinometr

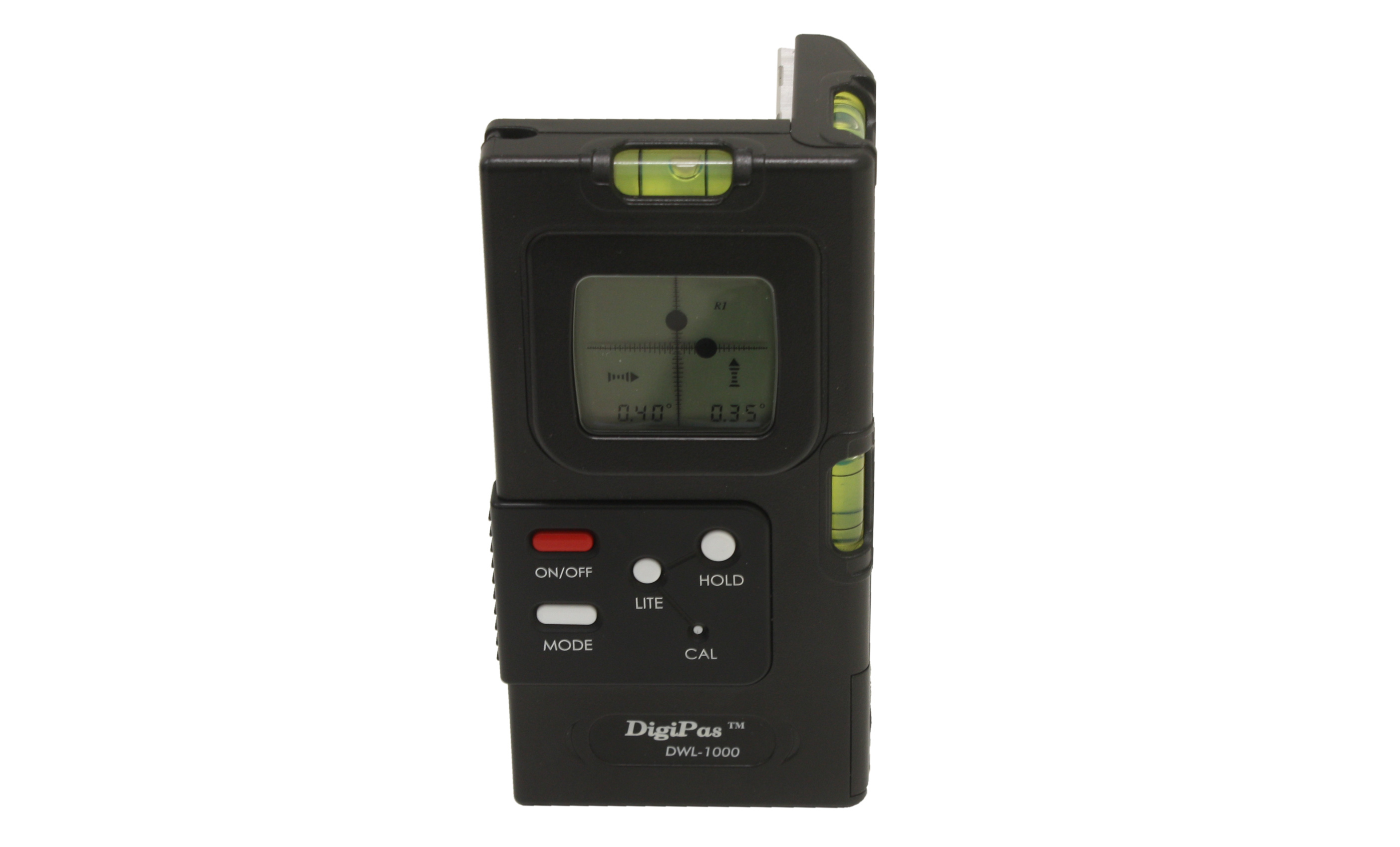
Inklinometr elektroniczny

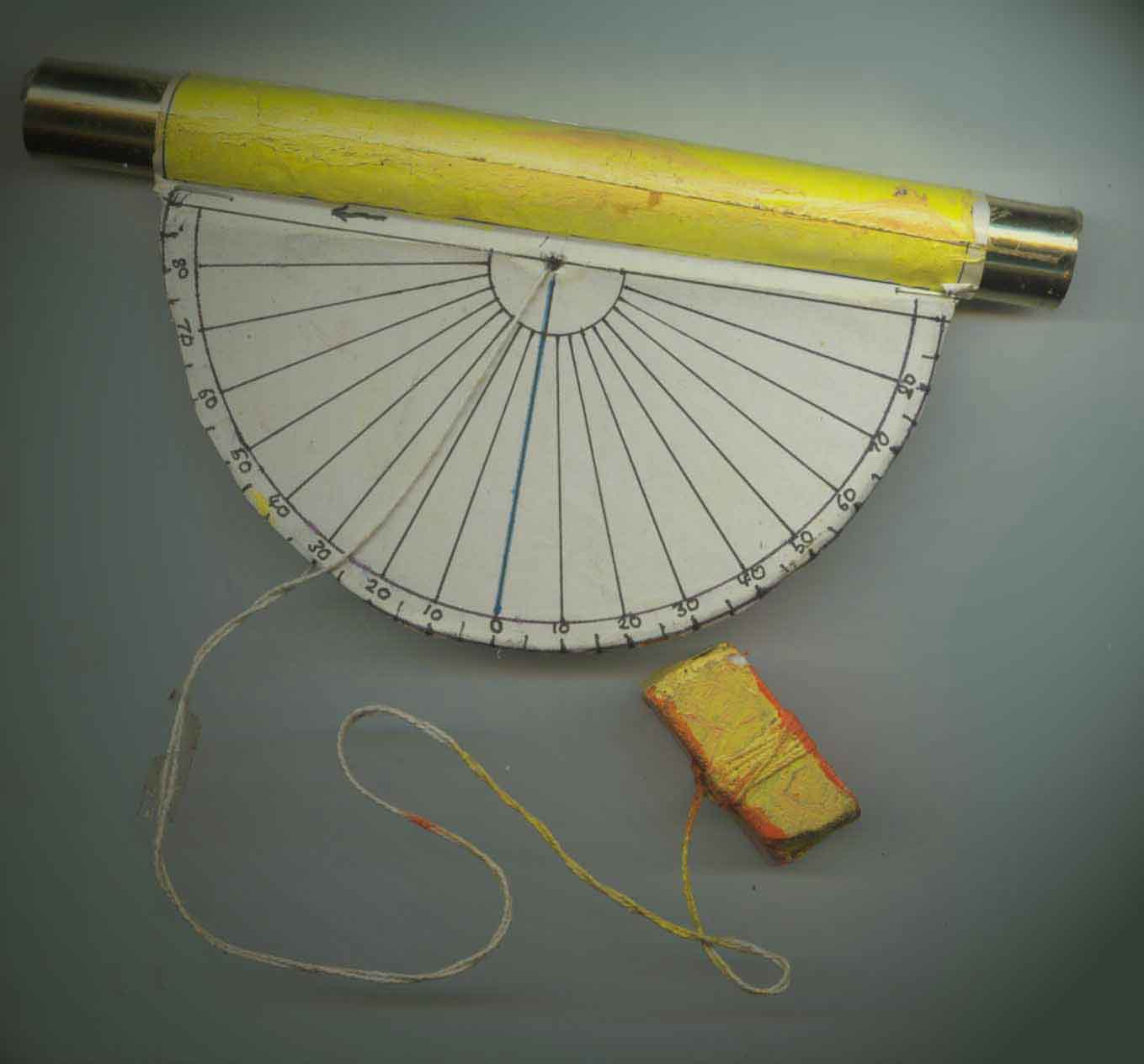
Prosty inklinometr

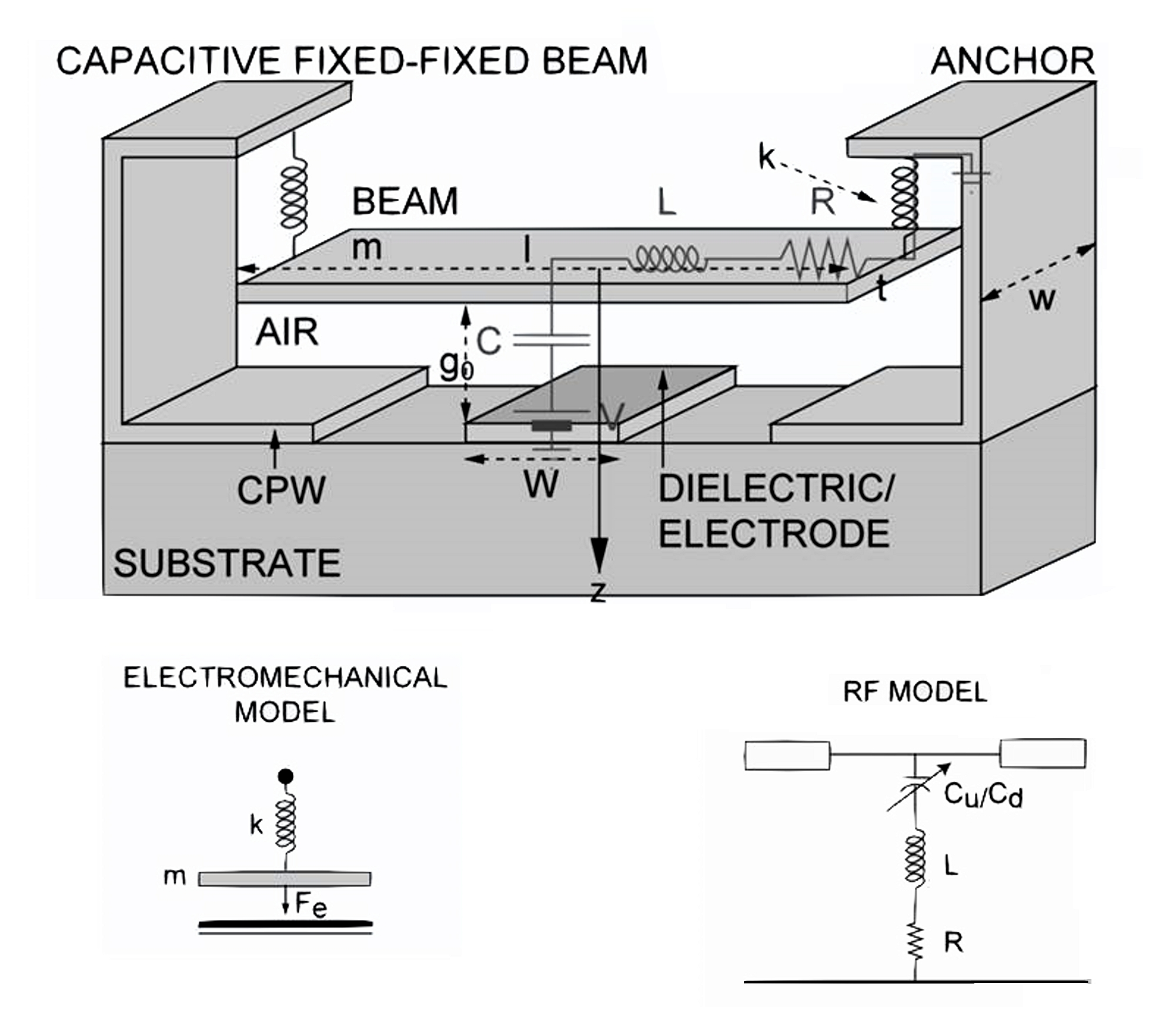
Technologia MEMS

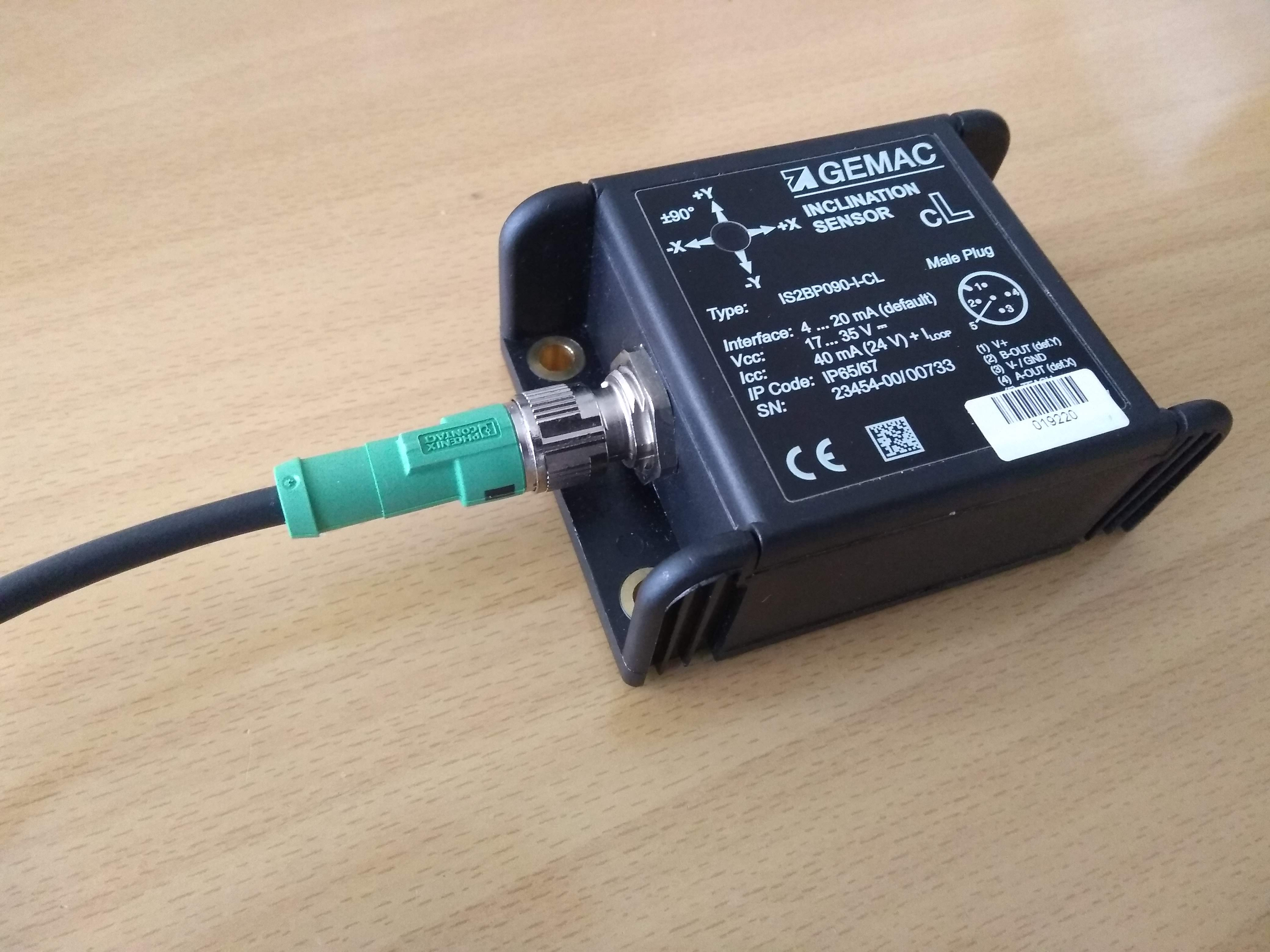
Inklinometr przemysłowy

Inklinometr (znany także jako czujnik nachylenia, klinometr, miernik pochylenia, wskaźnik przechyłu, czujnik przechyłu, alarm nachylenia, miernik gradientu, wskaźnik poziomu, busola zboczeń i wskaźnik rolki) – urządzenie służące do pomiaru kątów nachylenia (lub pochylenia), wysokości lub obniżenia obiektu względem siły grawitacji. Inklinometry mierzą zarówno nachylenia dodatnie, jak i ujemne. Czujnik przechyłu może mierzyć przechylenie w dwóch lub trzech osiach płaszczyzny. Najpopularniejszym sposobem pomiaru kąta nachylenia w odniesieniu do płaszczyzny uziemienia jest użycie akcelerometru. Inklinometr jest jednym z najstarszych i najbardziej wszechstronnych urządzeń stosowanych do monitorowania geomechaniki.

## Technologia inklinometrów elektronicznych
Inklinometry wykonane na bazie technologii MEMS mierzą kąt orientacji obiektu względem siły grawitacji. W metodzie tej wykorzystywane są dwie elektrody. Jedna z nich jest stała, a druga traktowana jest jako masa próbna. Jest ona ruchoma i zawieszona na elementach sprężystych. Gdy inklinometr znajduje się w pozycji poziomej mierzona jest pojemność między elektrodami. Jeśli czujnik zostanie przechylony ruchoma masa i jej elektroda zmienią swoje położenie względem elektrody stałej. Jednocześnie podczas tego procesu zmienia się pojemność między dwiema elektrodami. Wspomniana wyżej pojemność jest mierzona przez ogniwo czujnikowe i wykorzystywana do obliczania nowej wartości nachylenia. Kąt pochylenia oblicza się na podstawie zmierzonych pojemności. Ta zasada działania sprawdza się w wielu aplikacjach przemysłowych i komercyjnych takich jak czujniki ruchu do telefonów komórkowych czy w samochodowych poduszkach powietrznych. Czujniki MEMS stosowane w inklinometrach zawierają szereg precyzyjnych elektrod w celu poprawy rozdzielczości i dokładności pomiaru. W przypadku pomiarów statycznych lub prawie statycznych ruchoma masa w MEMS jest fizycznie tłumiona w celu zmniejszenia czułości tych czujników na częstotliwości powyżej 29 Hz. MEMS umożliwia pomiar wokół jednej osi (360°) oraz wokół dwóch osi (±80°). Czujniki te charakteryzują się odpornością na wstrząsy i wibracje.

## Inklinometry z płynem elektrolitycznym
Inklinometry z płynem elektrolitycznym mają elementy pomiarowe wykonane w formie kondensatora różnicowego. Komora pomiarowa czujnika wypełniona jest częściowo płynem elektrolitycznym. Ścianki komory umieszczone są dodatkowo elektrody, które stale monitorują poziom pojemności. Podczas zmiany nachylenia zmienia się poziom płynu, co skutkuje zmianą tejże pojemności między parą elektrod w komorze. Pomiar ten pozwala na obliczenie kąta nachylenia. Zmiana tej pojemności jest przetwarzana elektronicznie na sygnał wyjściowy, który jest liniowy względem kąta wejściowego. Technologia z płynem elektrolitycznym umożliwia pomiar w dwóch osiach (±30°) z wysoką dokładnością. Czujniki dwuosiowe wykazują tę samą charakterystykę płynu, co urządzenia jednoosiowe, ale do złożoności interakcji między osiami potrzebne są dwa zestawy elektrod. Dwuosiowa platforma czujnika składa się z cylindrycznej szklanej osłony i 5 pinów, które działają odpowiednio jako wspólna, dodatnia i ujemna elektroda dla osi X – Y. Czujniki te charakteryzują się wysoką precyzją, stabilnością oraz niewielką ceną w porównaniu do inklinometrów opartych na technologii MEMS

## Dwuosiowy cyfrowy inklinometr

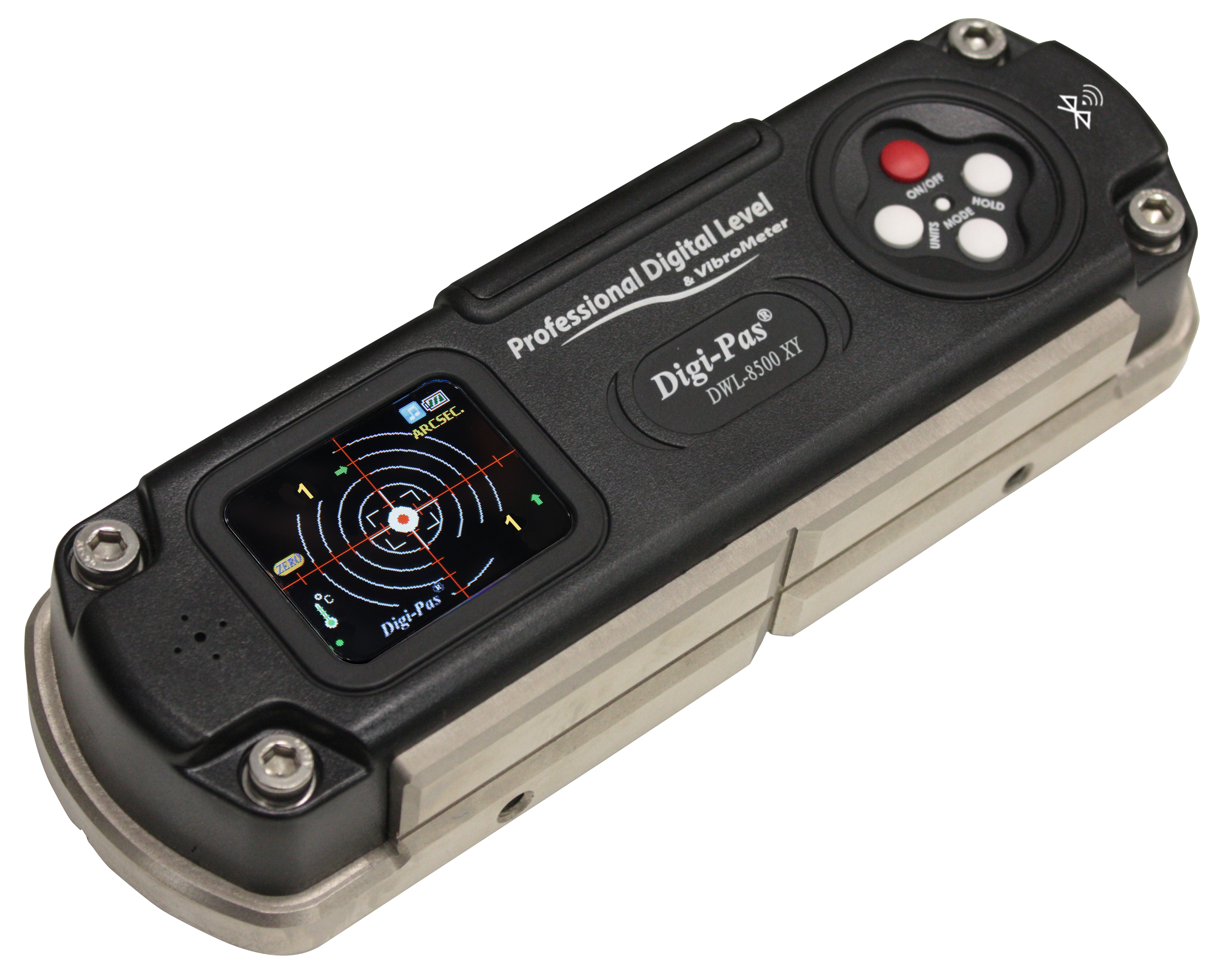
Dwuosiowy cyfrowy inklinometr

Tradycyjne poziomnice i elektroniczne niwelatory oparte na wahadle są zwykle ograniczone przez jednoosiowy i wąski zakres pomiaru nachylenia. Obecnie większość zadań precyzyjnego poziomowania kąta, wyrównywania i profilowania płaskości powierzchni obejmuje dwuwymiarowy kąt płaszczyzny powierzchni, a nie dwa niezależnie prostopadłe obiekty jednoosiowe. Nowoczesne inklinometry dwuosiowe oparte na technologii MEMS zapewniają jednoczesny dwuwymiarowy odczyt kąta płaszczyzny powierzchni stycznej do układu odniesienia ziemi. Typowe zalety stosowania dwuosiowych inklinometrów MEMS w porównaniu z konwencjonalnymi jednoosiowymi „bańkami” lub mechanicznymi przyrządami obejmują:
- jednoczesny pomiar kątów pochylenia w płaszczyźnie dwuwymiarowej (X – Y) może wyeliminować żmudne przesuwanie w przód i w tył podczas korzystania z tradycyjnej poziomnicy jednoosiowej[3]
- podniesienie dokładności pomiaru poprzez cyfrową kompensację i precyzyjną kalibrację dla nieliniowości, na przykład dla zmiany temperatury roboczej
- generowanie danych liczbowych w postaci profili drgań, aby umożliwić instalatorowi maszyny śledzenie i ocenę jakości wyrównania w czasie rzeczywistym oraz weryfikację stabilności położenia struktury poprzez porównywanie profili poziomujących przed i po jego skonfigurowaniu

## Przetwarzanie danych
W inklinometrach elektronicznych zastosowany jest wysoko wydajny mikrokontroler, który służy do oceny sygnałów czujnika w czasie rzeczywistym i obliczenia skorygowanego kąta nachylenia. Ponadto w czujniku mierzone są temperatury i następnie pobrana wartość wykorzystywana jest przez algorytmy kompensacji do korygowania niepożądanych efektów. Inteligentne algorytmy filtrów cyfrowych redukują hałas i wibracje otoczenia zapewniając jednocześnie precyzyjny i stabilny sygnał we wszystkich warunkach otoczenia. Nieliniowości w czujnikach są identyfikowane poprzez serię pomiarów referencyjnych wykonanych podczas procesu produkcyjnego. Te nieliniowości są przechowywane jako zestaw danych kalibracyjnych w czujniku. Podczas pracy dane kalibracyjne są wykorzystywane do korekcji surowych wartości czujnika i generowania dokładnego zlinearyzowanego kąta pochylenia.

## Dostępne interfejsy
Możliwy jest wybór interfejsu z siedmiu dostępnych, zgodnie z konkretną aplikacją. Dostępne są interfejsy najczęściej wykorzystywane w automatyce dzięki czemu nie ma problemu połączenia inklinometru ze sterownikami PLC. Dostępne opcje interfejsów komunikacyjnych to:
- CANopen
- DeviceNet
- J1939
- Modbus
- RS232
- SSI
- analogowe (prądowe i napięciowe)

## Precyzja
Niektóre bardzo czułe elektroniczne czujniki nachylenia osiągają rozdzielczość wyjściową do 0,0001°; w zależności od technologii i zakresu kątów dokładność ta może być ograniczona do 0,01°; Rzeczywista lub bezwzględna dokładność inklinometru (który jest łącznym błędem całkowitym) jest kombinacją zerowego przesunięcia, czułości czujnika, jego liniowości, histerezy, powtarzalności oraz dryfu temperatur. Zazwyczaj za dokładność czujnika przechyłu przyjmowane jest ±0.01–2° w zależności od czujnika i sytuacji. Dokładność ta jest też ograniczona do specyfikacji liniowości czujnika.

### Podstawowe parametry inklinometrów

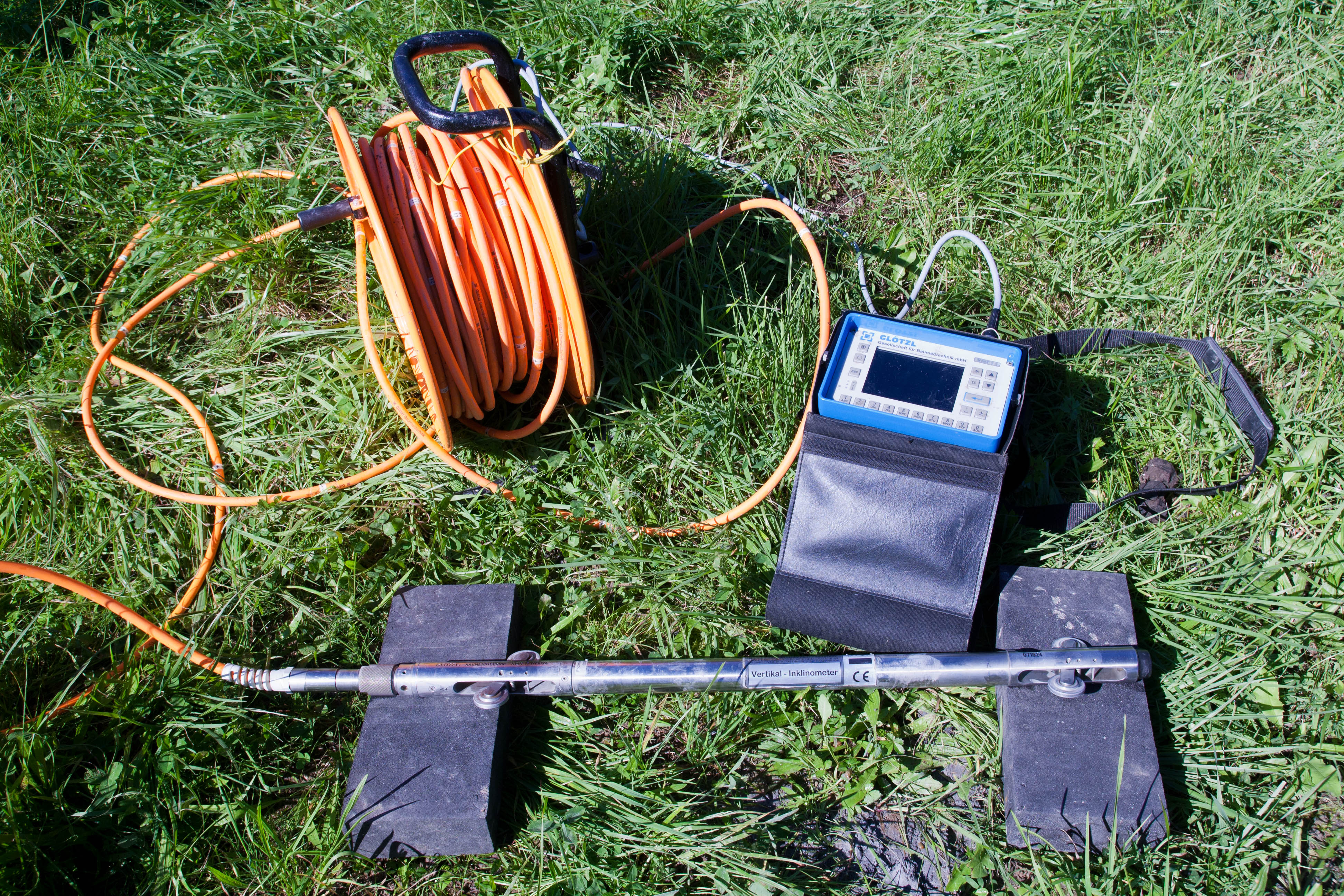
Inklinometr pionowy

- Zakres kątowy 0°–360°
- Rozdzielczość 0.0001°
- Dokładność pomiaru ±0.2°
- Temperatura pracy –40 °C – +85 °C
- Napięcie wejściowe 5–30 V DC
- Wyjście prądowe 4–20 mA

## Inklinometr z żyroskopu
Ponieważ inklinometry mierzą kąt obiektu w odniesieniu do siły grawitacji, zewnętrzne przyspieszenia takie jak szybkie ruchy, wibracje lub wstrząsy mogą wprowadzać błędy w pomiarach przechyłu. Aby rozwiązać ten problem, oprócz akcelerometru można zastosować żyroskop, na którego wyżej wymienione przyspieszenia nie mają aż takiego wpływu. Akcelerometr mierzy pozycję pochylenia, a żyroskop określa szybkość obrotu. Zastosowanie żyroskopu obok akcelerometru pozwala uzyskać jak najlepszą wartość z każdego czujnika. Algorytm ten łączy oba sygnały aby uzyskać najlepszą wartość z każdego czujnika, a następnie oddziela rzeczywisty kąt pochylenia od błędów spowodowanych przyspieszeniami zewnętrznymi.

## Inklinometr analogowy

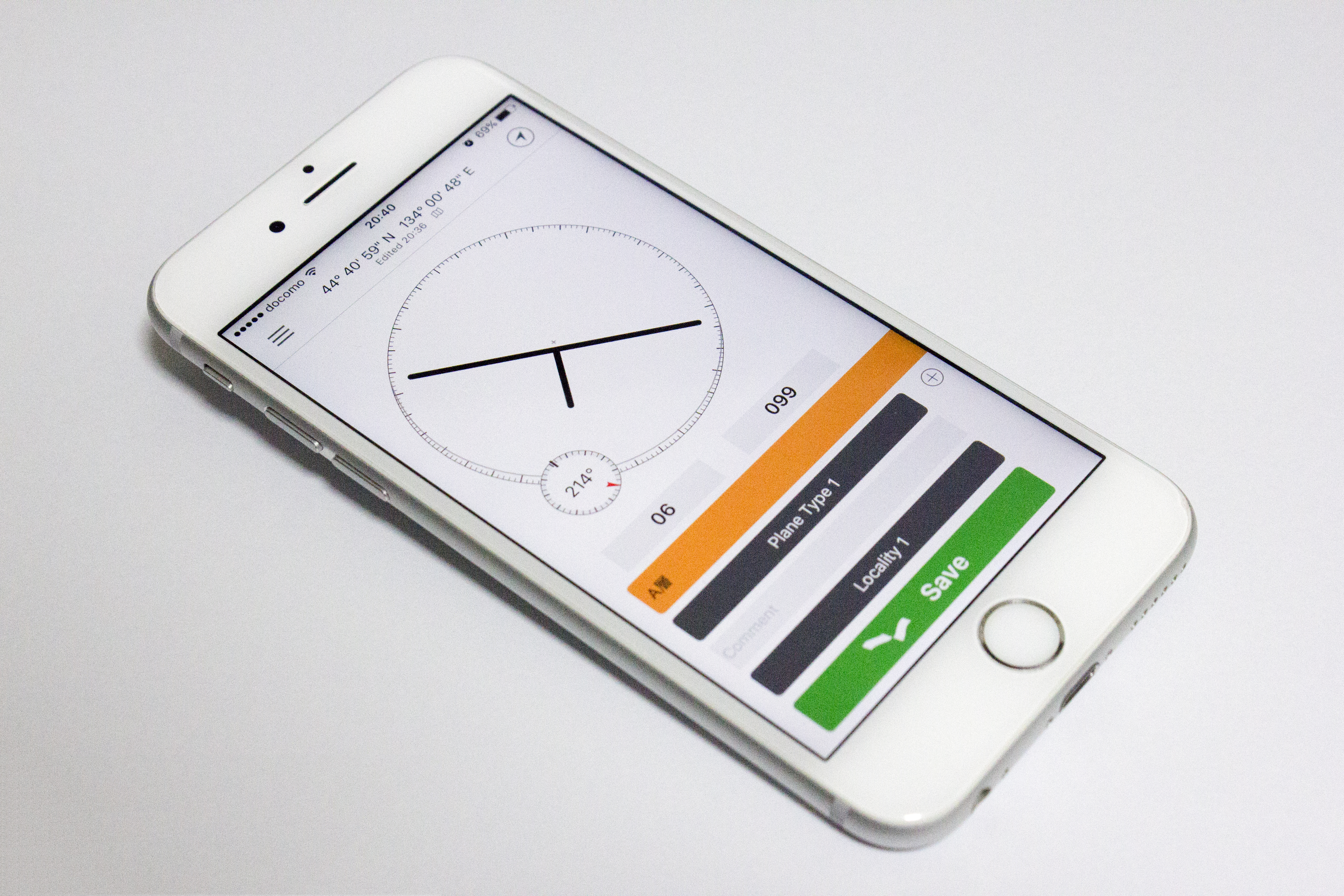
Inklinometr w smartphonie

Jest to rodzaj inklinometru skonstruowany do wykonywania bardzo precyzyjnych pomiarów odchylenia od pionu w obszarze inżynierii cywilnej, konstrukcji maszyn, przyrządów geologicznych i automatyki przemysłowej. Inklinometr ten zawiera element magnetorezystancyjny, który jest odporny na oddziaływanie zróżnicowanej temperatury. Ponadto brak użycia elementu stykowego w konstrukcji zapewnia wysoką żywotność tego czujnika nachylenia. Analogowe inklinometry mają mocną i zwartą konstrukcję, która odgrywa znaczącą rolę gdzie podczas pracy miejsce i waga mają ogromne znaczenie. Najczęściej czujniki te są niewielkie o średnicy rzędu około 20 mm i wysokości korpusu około 40 mm. Obudowa zrobiona jest ze stali galwanizowanej, a przewody wyprowadzone na zewnątrz dodatkowo uszczelnione są silikonowo. Wewnętrzne wahadełko z magnesem tłumione jest olejem silikonowym. Czujniki przechyłu wykazują wysoką odporność na pole magnetyczne i radiację nuklearną.

### Podstawowe parametry inklinometrów analogowych
- Zakres kątowy ± 5°–30°
- Czułość kątowa 0.005
- Liniowość 1%
- Napięcie wejściowe 8–14 V DC
- Impedancja wejściowa 30 000 Ω
- Impedancja obciążenia 10 000 000 Ω
- Czas odpowiedzi 0.3 s
- Żywotność 500 000 000 cykli
- Temperatura pracy –20 °C – +80 °C
- Punkt zerowy 50% Vin

Źródło: wobit.com.pl.

## Zastosowanie
- Precyzyjne sterowanie końcówkami maszyn roboczych
- Optymalizowanie ustawienia kolektorów w procesie wytwarzania energii przez panele solarne[5]
- Pozycjonowanie dźwigów i innych maszyn roboczych
- Kontrola ustawienia turbin wiatrowych
- Wykrywanie płaszczyzn ścinania w konstrukcjach hydraulicznych
- Systemy medyczne (w urządzeniach do rezonansu magnetycznego i tomografii komputerowej)
- Określenie szerokości geograficznej
- Określenie kąta pola magnetycznego
- Geodezja (pomiary kąta nachylenia lub elewacji)[6]
- Samochodowe systemy bezpieczeństwa
- Pomiar wysokości obiektów
- Pomiar kąta wiercenia w geofizyce otworowej[7]
- Pomiar stromości stoków
- Tunelowanie[7]
- Odwadnianie
- Gry elektroniczne
- Zapobieganie niebezpiecznym warunkom pracy
- Badanie jaskiń
- Wydobywanie minerałów
- Celowanie pocisków na duże odległości
- Monitorowanie stabilności konstrukcji
- Pomiar kąta nachylenia linii cumowniczej[6]

## Gry
Czujniki przechyłu znalazły również zastosowanie w wielu grach komputerowych, konsolach, symulatorach czy kontrolerach gier. Można je spotkać m.in. w Nintendo, Microsoft Sidewinder Freestyle Pro czy kontrolerze Sony PlayStation 3. Inklinometry dają wiele możliwości do rozwoju gier i jak najlepszego odwzorowania realnych elementów rozgrywki. Użycie tych czujników jest wręcz konieczne w grach takich jak motocrossing, symulator lotów czy strzelanka FPS. Czujnik przechyłu pozwala graczom kontrolować różne aspekty gry, obracając system gry.